# Adelognathus dorsalis
Adelognathus dorsalis är en stekelart som först beskrevs av Johann Ludwig Christian Gravenhorst 1829.  Adelognathus dorsalis ingår i släktet Adelognathus och familjen brokparasitsteklar. Arten är reproducerande i Sverige. Inga underarter finns listade i Catalogue of Life.